# Efstatios Aloneftis
Efstatios Aloneftis (gr. Ευστάθιος Αλωνεύτης, ur. 29 marca 1983 w Nikozji) – cypryjski piłkarz grający na pozycji lewego pomocnika.

## Kariera klubowa
Karierę piłkarską Aloneftis rozpoczął w klubie z rodzinnej Nikozji o nazwie Omonia Nikozja. W sezonie 2000/2001 zadebiutował w jego barwach w pierwszej lidze cypryjskiej i w pierwszym sezonie gry wywalczył swoje pierwsze mistrzostwo Cypru. Latem 2001 zdobył Superpuchar Cypru. W 2003 roku ponownie został mistrzem kraju oraz sięgnął po superpuchar kraju. W 2005 roku zdobył kolejne dwa trofea: Puchar Cypru.
Latem 2005 roku Aloneftis przeszedł za 200 tysięcy euro do greckiej Larisy. W greckiej Alpha Ethniki zadebiutował 28 sierpnia 2005 w zremisowanym 1:1 wyjazdowym spotkaniu z Panioniosem GSS. W Larisie Cypryjczyk grał przez dwa sezony, jednak nie odniósł większych sukcesów. W lidze greckiej rozegrał 54 mecze i zdobył 4 gole.
W 2007 roku Aloneftis odszedł do niemieckiego Energie Cottbus. W tamtejszej Bundeslidze swój debiut zaliczył 11 sierpnia 2007 w meczu z Bayerem 04 Leverkusen (0:0). Do końca sezonu rozegrał jeszcze 11 spotkań, głównie jako rezerwowy.
Latem 2008 roku Aloneftis wrócił do Omonii Nikozja, w którym ponownie stał się członkiem wyjściowej jedenastki i wywalczył wicemistrzostwo Cypru w 2009 roku. Latem 2012 roku przeniósł się do APOEL FC.
| Sezon   | Klub            | Kraj   | Rozgrywki                 | Mecze | Bramki |
| ------- | --------------- | ------ | ------------------------- | ----- | ------ |
| 2000/01 | Omonia Nikozja  | Cypr   | Protathlima A’ Kategorias | 2     | 0      |
| 2001/02 | Omonia Nikozja  | Cypr   | Protathlima A’ Kategorias | 9     | 0      |
| 2002/03 | Omonia Nikozja  | Cypr   | Protathlima A’ Kategorias | 9     | 0      |
| 2003/04 | Omonia Nikozja  | Cypr   | Protathlima A’ Kategorias | 26    | 11     |
| 2004/05 | Omonia Nikozja  | Cypr   | Protathlima A’ Kategorias | 25    | 7      |
| 2005/06 | AE Larisa       | Grecja | Alpha Ethniki             | 25    | 4      |
| 2006/07 | AE Larisa       | Grecja | Alpha Ethniki             | 29    | 4      |
| 2007/08 | Energie Cottbus | Niemcy | Bundesliga                | 12    | 0      |
| 2008/09 | Omonia Nikozja  | Cypr   | Protathlima A’ Kategorias | 26    | 8      |
| 2009/10 | Omonia Nikozja  | Cypr   | Protathlima A’ Kategorias | 26    | 11     |
| 2010/11 | Omonia Nikozja  | Cypr   | Protathlima A’ Kategorias | 26    | 3      |
| 2011/12 | Omonia Nikozja  | Cypr   | Protathlima A’ Kategorias | 19    | 1      |
| 2012/13 | APOEL FC        | Cypr   | Protathlima A’ Kategorias | 23    | 4      |
| 2013/14 | APOEL FC        | Cypr   | Protathlima A’ Kategorias | 30    | 8      |
| 2014/15 | APOEL FC        | Cypr   | Protathlima A’ Kategorias | 15    | 1      |
| 2015/16 | APOEL FC        | Cypr   | Protathlima A’ Kategorias | 10    | 1      |
| 2016/17 | APOEL FC        | Cypr   | Protathlima A’ Kategorias | 28    | 4      |
| 2017/18 | APOEL FC        | Cypr   | Protathlima A’ Kategorias | 24    | 2      |
| 2018/19 | APOEL FC        | Cypr   | Protathlima A’ Kategorias | 10    | 2      |
| 2019/20 | APOEL FC        | Cypr   | Protathlima A’ Kategorias | 6     | 0      |

## Kariera reprezentacyjna
W reprezentacji Cypru Aloneftis zadebiutował 8 lutego 2005 roku w wygranym po rzutach karnych (w regulaminowym czasie gry padł remis 1:1) towarzyskim spotkaniu z Austrią. W barwach kadry narodowej występował także w eliminacjach do MŚ 2006, Euro 2008, a obecnie jest członkiem drużyny grającej w kwalifikacjach do MŚ 2010.